# Kania nettotensis
Kania nettotensis är en myrtenväxtart som beskrevs av Andrew John Scott. Kania nettotensis ingår i släktet Kania och familjen myrtenväxter. Inga underarter finns listade i Catalogue of Life.